# دیبا (پارچه)
دیبا در کنار پرند پارچه‌ای است که خاستگاه آن شوشتر بوده و تا ۳ قرن پیش در شهر شوشتر تولید می‌شده‌است. این پارچه که از بافت خیلی نازکی برخوردار بوده و گاهی نیز با الیافی از طلا برای دوخت لباس پادشاهان و تزئین خانه کعبه بکار می رفته است. این بافته به اعتقاد احمد اقتداری در کتاب دیار شهریاران، باز مانده فعالیت رومیان در شهر شوشتر بعد از ساخت بناهای آبی که به دستور شاهپور ساسانی انجام شده است. چون عده‌ای از رومیان در ایران ماندند، شرط ماندن آنها نداشتن زمین و اشتغال به کارهای صنعتی بود که یکی از این کارها بافت پارچه دیبا است. این پارچه از تارهای قاصدکهای گیاهی به نام استبرق یا  قلپ لپ است که در اطراف شهرهای خوزستان اندک بوته‌هایی از آنها یافت می‌شود این پارچه تا ۳۰۰ سال پیش در شوشتر تولید می شده و بعدها این صنعت با توجه به نیاز کشور عربستان جهت تزئین خانه خدا به آن کشور برده شده و در آن کشور به تولید خود ادامه داده و به مرور زمان این صنعت نیز به فراموشی سپرده شده است. میرزا عبداللطیف شوشتری سفرنامه‌نویس ایرانی دوره قاجار می نویسد: «دیبا پارچه ای بود که از حریر خالص به مراتب نرم تر و بهتر آنرا به زر و سیم و نقوش بدیعه دلکش می بافتند و در آن زمان مخصوص دستار ملوک و سلاطین بوده».

## ریشه‌شناسی واژه دیبا
نام "دیبا" از واژه پهلوی depak و برگرفته از هندي باستان dipyate به معني «زبانه کشیدن، پرتو افکندن و درخشیدن» است که در زبان عربی نیز به‌ صورت "دیباج" به کار ميرود (تبریزی، 1342، 908). جوالیقي "الدبج" را ریشة "دیباج" و به معني "نقش" دانسته است (الجوالیقی، 1361ق، 341). از این ریشه‌شناسی دو ویژگی برجستة دیبا یعنی"درخشان" و" منقوش بودن" دریافت میشود. درخشندگي مورد اشاره، گذشته از ابریشم به درخشش رشته‌های نازک فلزات گرانبهای مورد استفاده در آن باز ميگردد؛ هنري که امروزه "زریبافی" نامیده می‌شود. پیشینه اساطیری دیبا نیز قابل توجه است: اديشیر دیبا را مرکب از "دیو + باف" دانسته (ادی شیر،
1990، 60)، که پیشتر خیام نیز به آن اشاره نموده است: “ جمشید دیوان را مطیع خود گردانید و بفرمود تا گرمابه ساختند، دیبا ببافتند، و دیبا را پیش از ما دیوباف خواندندي ..." (خیام، 1338، 212)؛ گرچه گردیزي این "بافتهٔ دیو" را به روزگار طهمورث نسبت ميدهد: "دیوان کرم ابریشم را بیاوردند تا بر درخت، ابریشم تنید و از آن بپختند، گفتند اینک درخت که جامة ملوک بار آورد ..." (گردیزی،1،1347). این پیشینه اساطیری برای دیبا، ارزش دیرینهٔ آن را به عنوان جامه شاهان بازگو میکند. 

## تاریخچه دیبای شوشتر
در منطقه خوزستان دست کم از دوره ایلامیان کارگاههای بافندگی دایر بوده‌اند. مهاجرت اهالی استانهای تابع روم و همچنین حضور اسیران رومی در این منطقه را نیز میتوان از عوامل گسترش نساجی در خوزستان دانست. مورخان مسلمان نیز به استقرار اسیران در خوزستان اشاره نموده‌اند: «شاپور بن اردشیر با رومیان جنگ کرد و گروه بسیاري از ایشان را اسیر گرفت و آنها را به شهر شاپور در فارس و دو شهر جنديشاپور و شوشتر در خوزستان آورد». (مقدسي، 1374، ج۳، ص۵۱۱). پوپ با بررسی منسوجات باستانی منسوب به شوشتر، رویداد ورود اسیران را به 503 م، در زمان فتح انطاکیه از سوی قباد اول￼ نسبت میدهد و دلیل آن را استفاده از تارهای جفتی، بویژه روش  بافندگی انطاکیه به جای تارهای منفرد، در بافته‌های خوزستان پس از سدهٔ پنجم میلادی میداند (پوپ، 1387، ج2، 863). در این صورت قدمت پارچه‌های مذکور به اواخر دوران ساسانی و یا پس از آن باز میگردد؛ گرچه ممکن است تکامل شیوهٔ بافت پود جفتی در ایران، جدا از سنت سوری (رومی) آن رخ داده باشد. برای نمونه گزارشی درباره فردی به نام پوسی وجود دارد، وی از اسیراني بود که شاپور دوم به به شهر نوبنیاد کرخ لادن (ایوان‌کرخه) در نزدیکي شوش آورد و مهارت خود در بافتن دیبا را نشان داد. این گزارش بیان ميدارد که در سدهٔ چهارم میلادي و در روزگار پادشاهي شاپور، چنان پارچه هایي از ابریشم در خوزستان تهیه ميشد که گمان ميرود هنرمندي همچون پوسی نیز نميتوانست همانند آن را در میهن خود (سوریه/روم شرقی) با دستگاههاي ابتدایي و تکامل نایافته پدید آورد (پیگولوسکایا، 1367، 833). این گزارش نشانگر پیشینة بافت پارچه‌هاي ابریشمي در خوزستان، دستکم از سدهٔ چهارم میلادي است. در این زمان، شاپور دوم به دیار بکر، در شمال بین‌النهرین، تاخت و با اسیراني بسیار به خوزستان بازگشت، بعضی مورخان سکونت این اسیران در شوش و شوشتر را سرآغاز بافت دیبا و خز دانسته‌اند: «پس از آن که شاپور به دیار جزیره آمد و به دیگر دیار روم حمله برد و مردم بسیار از آنجا بیاورد و در شوش و شوشتر و دیگر شهرهاي ولایت اهواز (خوزستان) اقامت داد که توالد کردند و در آن سکونت گرفتند و از آن هنگام به شوشتر دیباي شوشتری و انواع حریر، و به شوش خز و به دیار نصیبین پرده و فرش بافتند و معمول شد که هنوز هم هست» (مسعودي،2536 ،ج 1، 254). 

## دیبا در دوران اسلامی
در دوران اسلامی مرغوبیت پارچه‌های شوشتری در حدی بود که مورد توجـه خلفـا بـود و معتضـد عباسـی سفارش کرده بود که لباس او از بهترین پارچه‌هاي شوشتری و دبیقی تهیه شود.(مسـعودي، 1360: 628/2) بـه گـزارش جغرافینگاران در شوشتر دیباهایی بافته میشد که «به جملۀ دنیا» می‌بردند. جامـۀ کعبه از دیبای شوشتر بود. براي همۀ پادشاهان عراق در شوشـتر طـراز آمـاده
میکردند.

## دیبا در فرهنگ لغت
فرهنگ فارسی معین
پارچه ابریشمی رنگین.
لغتنامه دهخدا
دیبا. (اِ) قماشی باشد از حریر الوان. (برهان). قماشی است ابریشمین در نهایت نفاست. (برهان ذیل طراز). و دیبه حریر نیک و دیباج معرب آن است. (انجمن آرا). حریر نیک. (آنندراج). نوعی از جامهٔ ابریشمی و منقش باشد. (غیاث) (آنندراج). جامهٔ ابریشمین، دیباه و دیبه نیز گویندش. تعریبش دیباج و تازیش حریربود. (شرفنامهٔ منیری). در معیار آمده است که دیباج معرب دیبا است وادی شیر نیز بر همین رأی رفته و گفته دیبا در فارسی مرکب از «دیو + باف» است. (از حاشیهٔ المعرب جوالیقی ص ۱۴۰). دیبه. حریر تنک. دیباج معرب آن است. (رشیدی). دیباج. (دهار)؛ سندس، دیبای تنک .(دهار) (لغتنامهٔ مقامات حریری): دمقس؛ ابریشم یا ریسمان پیله که نوعی از ابریشم ردئ است یا دیبا یا کتان. (منتهی الارب). استبرق؛ دیبائی ستبر است سندس و برنون دیبائی تنک است.

## دیبا در ادبیات فارسی
عبدالواسع جبلی در مدح سلطان سنجر و رنگینی بهار و طراوت رخسار یار و زینت مجلس پادشاه کامکار را به دیبای شوشتری تشبیه نموده و در مدح سلطان عبدالصمد این بیت را می‌گوید:
| در آفرین تو هر روز مدحتی |  | آراسته به گونهٔ دیبای شوشتری |

در موضع دیگر گفته:
| گه از سنبل حجابی بر فراز پرنیان پوشد |  | گه از عنبر نقابی بر طراز شوشتر بندد |

ناصرخسرو
| صبا را ندانی ز عطار تبت |  | زمین را ندانی ز دیبای ششتر |

مسعودسعد
| در آب و آتش راندم همی و گشت مرا |  | بمدح شاه چو دیبای ششتر آتش و آب |

ناصرخسرو
| دیبا همی بدیع برون آری |  | اندر ضمیر تست مگر ششتر |

تاریخ بیهقی
هر غلامی کمانی و سه چوبهٔ تیر بردست و همگان با قباهای دیبای ششتری (شوشتری) بودند. (تاریخ بیهقی ص ۲۹).